# Shamus (jeu vidéo)
Shamus un jeu vidéo d’jeu d’action développé par Cathryn Mataga (sous le nom de William Mataga) et publié par Synapse Software en 1982 sur Atari 8-bit avant d’être porté sur Commodore 64 et Commodore VIC-20. Dans ce jeu, le joueur incarne Shamus, un détective robot, chargé d'explorer un labyrinthe de couloirs et de salles à la recherche du mystérieux Shadow.

## Trame
Le jeu se déroule au XXIe siècle. Le joueur incarne Shamus, un détective robot, et explore un labyrinthe de couloirs et de salles à la recherche du mystérieux Shadow.

## Système de jeu
Le système de jeu de Shamus est similaire à celui du jeu Berzerk sorti sur borne d'arcade en 1980. Le jeu est constitué de quatre niveaux composé chacun de 32 salles. Pour progresser dans le jeu, le joueur doit affronter les quatre types de robots qui défendent le labyrinthe et collecter des objets, dont notamment les clés qui lui permettent d’accéder au niveau suivant. Il doit de plus faire attention à ne pas toucher les murs, qui sont électrifiés et lui font perdre une vie lorsqu’il les touches,. Il doit enfin régulièrement faire face à Shadow, qui apparait lorsque le joueur reste trop longtemps dans la même salle. Celui-ci ne peut alors pas être tué mais seulement assommé, ce qui laisse le temps au joueur de quitter la salle,.  

## Accueil
Dans son numéro 5 de mai-juin 1983, le magazine français Tilt chronique la version pour Atari 400/800 et lui attribue les notes de 5/6 pour l'intérêt, 5/6 pour le graphisme, et 3/6 pour le bruitage en indiquant : 

« Un graphisme particulièrement réussi, un mécanisme de jeu qui cache jusqu'à la fin de nouvelles salles, un nouveau gagnant de Synapse. »